# Dipropylenglycole
Die Dipropylenglycole (oder Oxydipropanole) bilden eine Stoffgruppe, die sich vom Glycolether ableitet. Das gleichgenannte technische Produkt (in der Einzahl) ist eine Mischung von drei Strukturisomeren.

## Eigenschaften
Dipropylenglycol ist eine farblose, hygroskopische, viskose, geruchlose und wenig flüchtige Flüssigkeit.
| keine GHS-Piktogramme |

| keine GHS-Piktogramme |

## Gewinnung und Herstellung
Dipropylenglycole sind Nebenprodukte, die bei der Herstellung von 1,2-Propandiol (Propylenglycol) aus 2-Methyloxiran (Propylenoxid) entstehen. Das dominierende Isomer unter den Nebenprodukten ist dabei das 1,1′-Oxydi-2-propanol:
Das Isomerengemisch der Dipropylenglycole zählt zu den Chemikalien, die in großen Mengen hergestellt werden („High Production Volume Chemical“, HPVC) und für die von der Organisation für wirtschaftliche Zusammenarbeit und Entwicklung (OECD) eine Datensammlung zu möglichen Gefahren („Screening Information Dataset“, SIDS) angefertigt wurde.

## Verwendung
Dipropylenglycol als Isomerengemisch wird als Lösungsmittel für geruchsempfindliche Anwendungen wie Aromen und Kosmetika eingesetzt. Es wird auch als Lösungs- und Feuchthaltemittel für eine Vielzahl von Kosmetikanwendungen verwendet. 2,2′-Oxydi-1-propanol dient hauptsächlich als Rohstoff für verschiedene chemische Verbindungen wie zum Beispiel Polyester und Urethane. Es ist ein Lösungsmittel für Celluloseacetat, -nitrat und Pestizide.